# Богослово (Ногинский район)
Богосло́во — село в Богородском городском округе Московской области России.

## Население
| 1852 | 1859 | 1890 | 1926 | 2002 | 2006 | 2010 |
| ---- | ---- | ---- | ---- | ---- | ---- | ---- |
| 58   | ↗76  | ↘26  | ↗116 | ↘37  | ↘29  | ↗46  |

## География

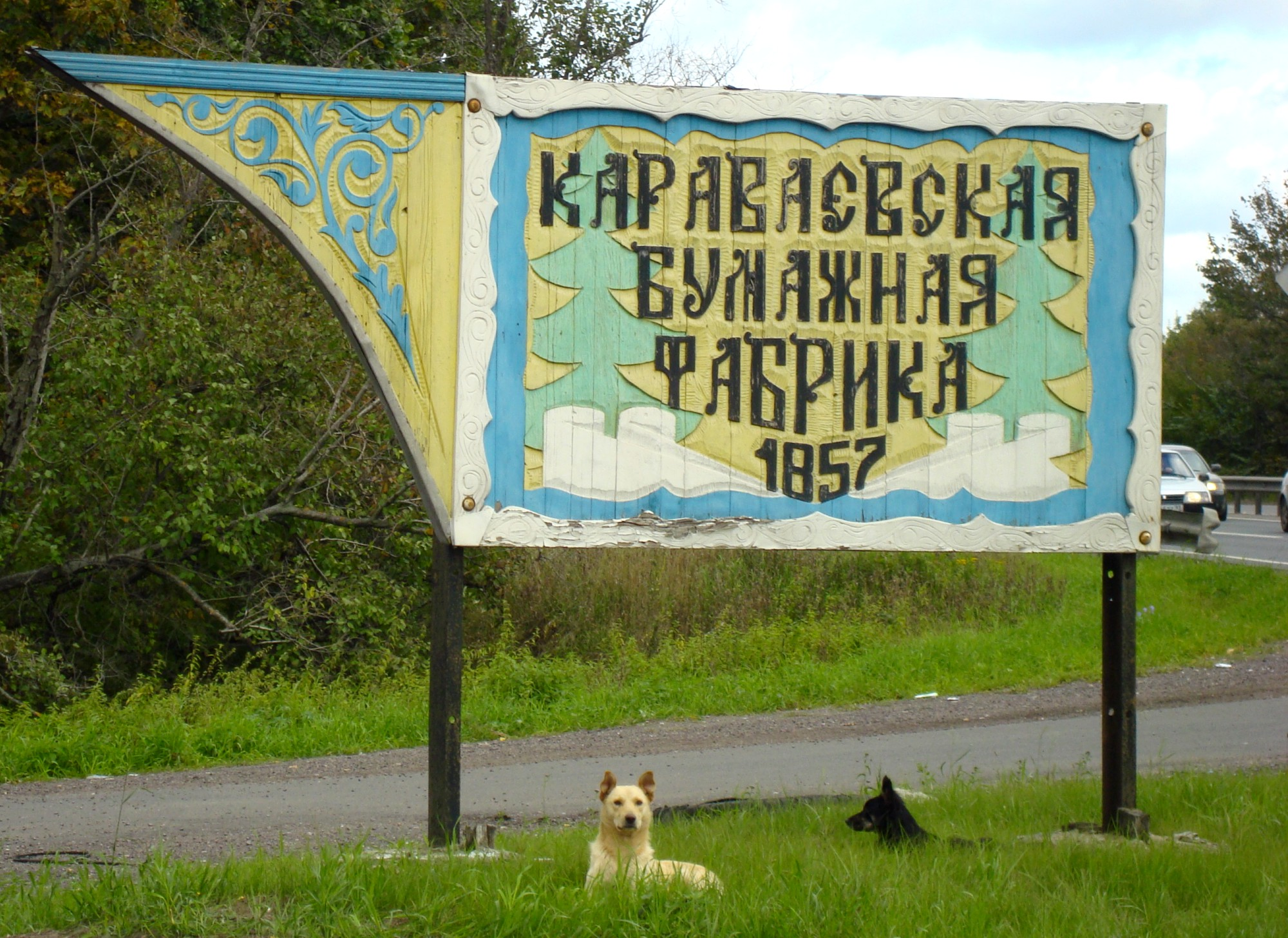
Указатель

Расположено в междуречье Клязьмы и Шерны в километре к западу от деревни Большое Буньково и в 5 километрах к востоку от города Ногинска по автомобильной трассе М7 «Волга».
В границах села от магистрали М7 существует ответвление, ведущее в Караваево, где с 1857 года располагается «Караваевская бумажная фабрика».
В 12 км к югу от села проходит Носовихинское шоссе, в 8 км к западу — Московское малое кольцо А107, в 16 км к северо-востоку — Московское большое кольцо А108. Ближайшие населённые пункты — посёлок Затишье, деревни Караваево и Большое Буньково.
К селу приписаны дачное партнёрство (ДНП) и садоводческое товарищество (СНТ).
Связано автобусным сообщением с городами Ногинском, Электрогорском, Павловским Посадом и Москвой.

## История
Было дворцовым селом, расположившимся вокруг деревянной церкви Иоанна Богослова, которая сгорела в Смутное время, после чего церковная земля долгое время сдавалась в оброк.
В 1710 г. монах Троице-Сергиевой лавры Питирим выстроил на сохранившемся Богословском кладбище деревянную часовню, а в 1719 г. возобновил деревянную же Богословскую церковь, вокруг который тотчас образовалась одноимённая пу́стынь. В 1723 г. из Свято-Введенского Островного монастыря в пу́стынь переселился настоятель оного — иеромонах Нектарий, а в 1727—1729 гг. и сам Островной монастырь оказался приписанным к Иоанно-Богословской пу́стыни.
В 1729 г., когда настоятелем Богословского монастыря был иеромонах Пётр, деревянную Богословскую церковь заменили храмом в честь Успения Божией Матери с тёплым приделом во имя ап. Иоанна Богослова, который был закончен несколько позже — в 1731 г. В 1740 г. пу́стынь приписали к Воскресенскому Ново-Иерусалимскому монастырю. В следующем, 1741 г., на престол взошла Елизавета Петровна и в годы её царствования в Иоанно-Богословском монастыре была обнаружена хлыстовская ересь, за что строитель пу́стыни Дмитрий был арестован.
В 1764 г., уже при Екатерине Великой, Богословский монастырь был упразднён, а Успенский собор превратили в приходскую церковь. В 1826 г. Успенскую церковь перестроили, к 1849 г. к ней пристроили трапезную, а в 1853 г. — трёхъярусную колокольню. В 1911 г. Успенский храм переосвятили в честь Казанской иконы Божией Матери.
В конце 1937 г. или в начале 1938 г., вскоре после расстрела на Бутовском полигоне двух последних настоятелей — о. Александра Воздвиженского и о. Алексея Сперанского, — храм в Богослове закрыли и вернули православной общине только в 1990 г.

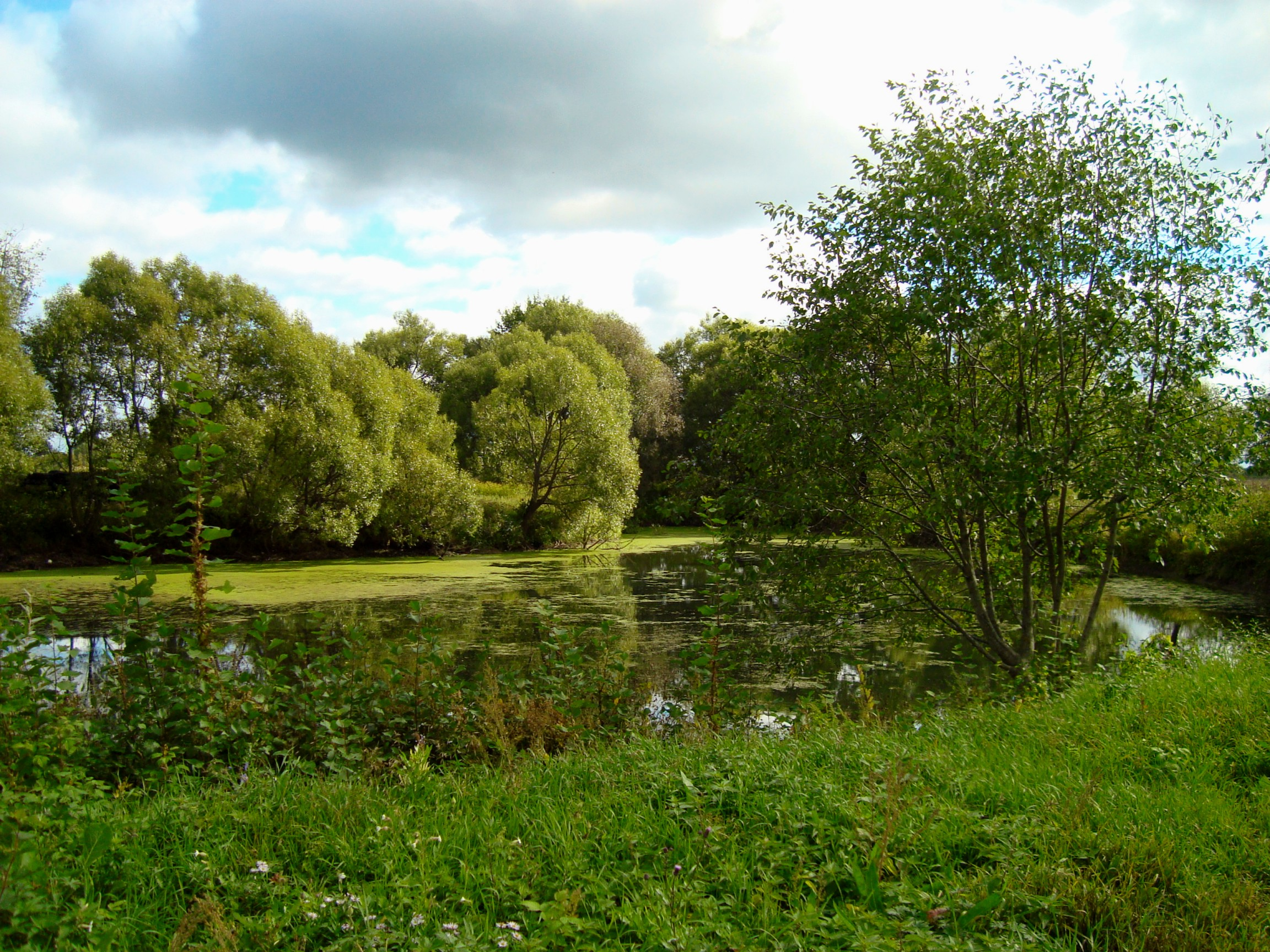
Озерцо за церковью

В середине XIX века село Богословское относилось ко 2-му стану Богородского уезда Московской губернии и принадлежало коллежскому асессору И. П. Лебедеву, в селе было 4 двора, церковь, крестьян 25 душ мужского пола и 33 души женского.
В «Списке населённых мест» 1862 года — владельческое село 2-го стана Богородского уезда Московской губернии на Владимирском шоссе, в 7 верстах от уездного города и 29 верстах от становой квартиры, при реках Шарне и Клязьме, с 10 дворами и 76 жителями (36 мужчин, 40 женщин).
По данным на 1890 год — село Буньковской волости 2-го стана Богородского уезда с 26 жителями.
В 1913 году — 15 дворов.
По материалам Всесоюзной переписи населения 1926 года — центр Караваево-Богословского сельсовета Пригородной волости Богородского уезда на Владимирском шоссе и в 7,6 км от станции Богородск Нижегородской железной дороги, проживало 116 жителей (48 мужчин, 68 женщин), насчитывалось 30 хозяйств, из которых 19 крестьянских.
С 1929 года — населённый пункт Московской области.
Административно-территориальная принадлежность
1929—1930 гг. — центр Караваево-Богословского сельсовета Павлово-Посадского района (до 9.10.1929) и село Буньковского сельсовета Богородского района.
1930—1963, 1965—1994 гг. — село Буньковского сельсовета Ногинского района.
1963—1965 гг. — село Буньковского сельсовета Орехово-Зуевского укрупнённого сельского района.
1994—2006 гг. — село Буньковского сельского округа Ногинского района.
С 2006 года — село сельского поселения Буньковское Ногинского муниципального района.
С 2018 года — село сельского поселения Буньковское Богородского городского округа.

## Достопримечательности

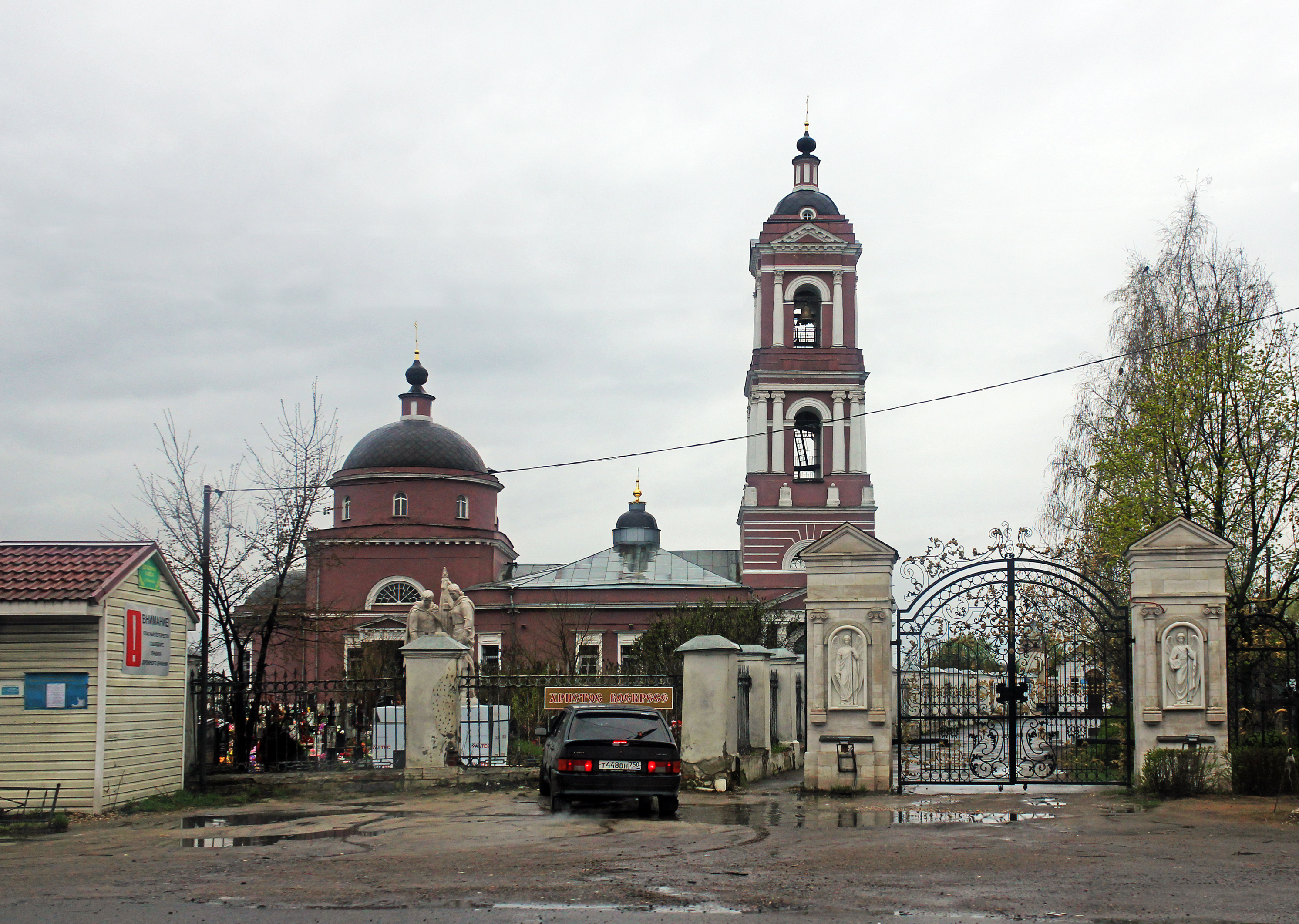
Храм Успения Пресвятой Богородицы

- Церковь Успения Пресвятой Богородицы[31], объект культурного наследия России, как памятник архитектуры регионального значения[32].
- Братская могила советских воинов, погибших в годы Великой Отечественной войны, памятник истории регионального значения[33].